# KGet
El KGet és un gestor de baixades lliure per a l'entorn d'escriptori KDE.

## Característiques
- Descàrrega de fitxers via FTP i HTTP.
- Aturar i continuar baixades en qualsevol moment, així com la possibilitat de reiniciar-les.
- Proporciona un munt d'informació sobre les baixades en curs o les pendents.
- Capacitat de minimitzar-se a la barra d'eines.
- Integració amb el navegador Konqueror.[1]